# Petit Piton
Petit Piton (dt. „Kleine Scharte“ bzw. „Kleiner Gipfel“) ist ein Berg im Gebiet der Pitons, eines Schutzgebietes im Südwesten von St. Lucia, und dort im Süden des Distrikts Soufrière. Er befindet sich in der Nähe des Zentrums von Soufrière Bay, südlich des Ortes Soufrière und nördlich des höheren Gros Piton, mit dem er durch die Piton Mitan Ridge in Verbindung steht. Der Petit Piton erhebt sich bis auf 739 Meter über dem Meer und besteht aus einem alten Vulkankern.
Der Gros Piton überragt ihn um ungefähr 50 Meter.